# Пирошња
Пирошња (рус. Пырошня) река је на северозападу европског дела Руске Федерације и десна притока реке Песочње и део басена реке Волге и Каспијског језера. Протиче преко јужног дела Селижаровског рејона на западу Тверске области.
Извире на југу Селижаровског рејона на подручју Валдајског побрђа. У горњем делу тока тече у смеру истока и југоистока, а потом нагло скреће ка северу и северозападу. Укупна дужина водотока је 53 km, а површина сливног подручја је 369 km².
Најважнија притока је река Хмелевочка (11 km).